# Gyrophaena antennalis
Gyrophaena antennalis är en skalbaggsart som beskrevs av Thomas Casey 1906. Gyrophaena antennalis ingår i släktet Gyrophaena och familjen kortvingar. Inga underarter finns listade i Catalogue of Life.